# Jakobsmühle (Feuchtwangen)
Jakobsmühle ist ein Gemeindeteil der Stadt Feuchtwangen im Landkreis Ansbach (Mittelfranken, Bayern). Jakobsmühle liegt in der Gemarkung Aichau.

## Geografie
Die Einöde besteht heute aus drei Wohngebäuden mit über ein Dutzend Nebengebäuden. Sie liegt am Ahornbach, einem rechten Zufluss der Wieseth. Im Osten liegt das Waldgebiet Mühlholz, im Süden das Muschelholz. Eine Gemeindeverbindungsstraße führt nach Unterahorn zur Kreisstraße AN 52 (0,3 km westlich) bzw. zur Löschenmühle (0,8 km östlich).

## Geschichte
Von 1797 bis 1808 unterstand der Ort dem Justiz- und Kammeramt Feuchtwangen.
Mit dem Gemeindeedikt (frühes 19. Jahrhundert) wurde Jakobsmühle dem Steuerdistrikt Gräbenwinden und der Ruralgemeinde Aichau zugeordnet. Im Zuge der Gebietsreform in Bayern wurde Jakobsmühle am 1. Januar 1972 nach Feuchtwangen eingemeindet.

## Einwohnerentwicklung
| Jahr      | 001818 | 001840 | 001861 | 001871 | 001885 | 001900 | 001925 | 001950 | 001961 | 001970 | 001987 |
| Einwohner | 7      | 8      | *      | 9      | 14     | 9      | 8      | 9      | 6      | 8      | 10     |
| Häuser    | 1      | 1      |        |        | 2      | 2      | 2      | 2      | 2      |        | 3      |
| Quelle    | [ 7 ]  | [ 8 ]  | [ 9 ]  | [ 10 ] | [ 11 ] | [ 12 ] | [ 13 ] | [ 14 ] | [ 15 ] | [ 16 ] | [ 1 ]  |

## Religion
Der Ort ist seit der Reformation evangelisch-lutherisch geprägt und bis heute nach St. Johannis (Feuchtwangen) gepfarrt. Die Einwohner römisch-katholischer Konfession sind nach St. Ulrich und Afra (Feuchtwangen) gepfarrt.